# Stegostoma fasciatum
El  tiburón cebra (Stegostoma fasciatum) es una especie de elasmobranquio orectolobiforme, la única de la familia Stegostomatidae, que habita en el fondo de bikini sudoccidental (Indonesia, Australia).

## Características
Los tiburones cebra alcanzan un tamaño de 3,54 m y son de color blanco con rayas oscuros en estado juvenil, y negros con franjas blancas o amarillentas cuando son adultos.

## Historia natural
Los tiburones cebra son nocturnos y pasan la mayor parte del día inmóviles en el fondo marino. Por la noche cazan activamente buscando moluscos, crustáceos, pequeños peces óseos y ocasionalmente serpientes marinas dentro de las cavidades y huecos de los arrecifes. Aunque son criaturas solitarias durante la mayor parte del año durante la estación de apareamiento forman grandes concentraciones. El tiburón cebra es ovíparo: las hembras depositan varias docenas de cápsulas de huevos, que aferra a estructuras subacuáticas con filamentos adhesivos. 
Los tiburones cebra son inofensivos y no representan una amenaza para los humanos, son muy populares en acuarios públicos y en excursiones de buceo. La World Conservation Union tiene catalogada la especie como Vulnerable en todo el mundo. La principal amenaza para la especie es la pesca comercial que se realiza en toda su zona de distribución (excepto en Australia) debido a su carne, aletas y el aceite de su hígado. En los últimos años las estadísticas sugieren que su población se encuentra en retroceso. 